# مكبس القهوة الفرنسي
المكبس القهوة الفرنسي أو الكنكة أو مكبس القهوة، هو جهاز يقوم بتخمير القهوة قام بابتكاره العالم الفرنسي باوليني أوغو وحصل على براءة اختراع من قبل المصمم الإيطالي أتيليو كاليماني وجوليو مونيتا في عام 1929.

## تسمية

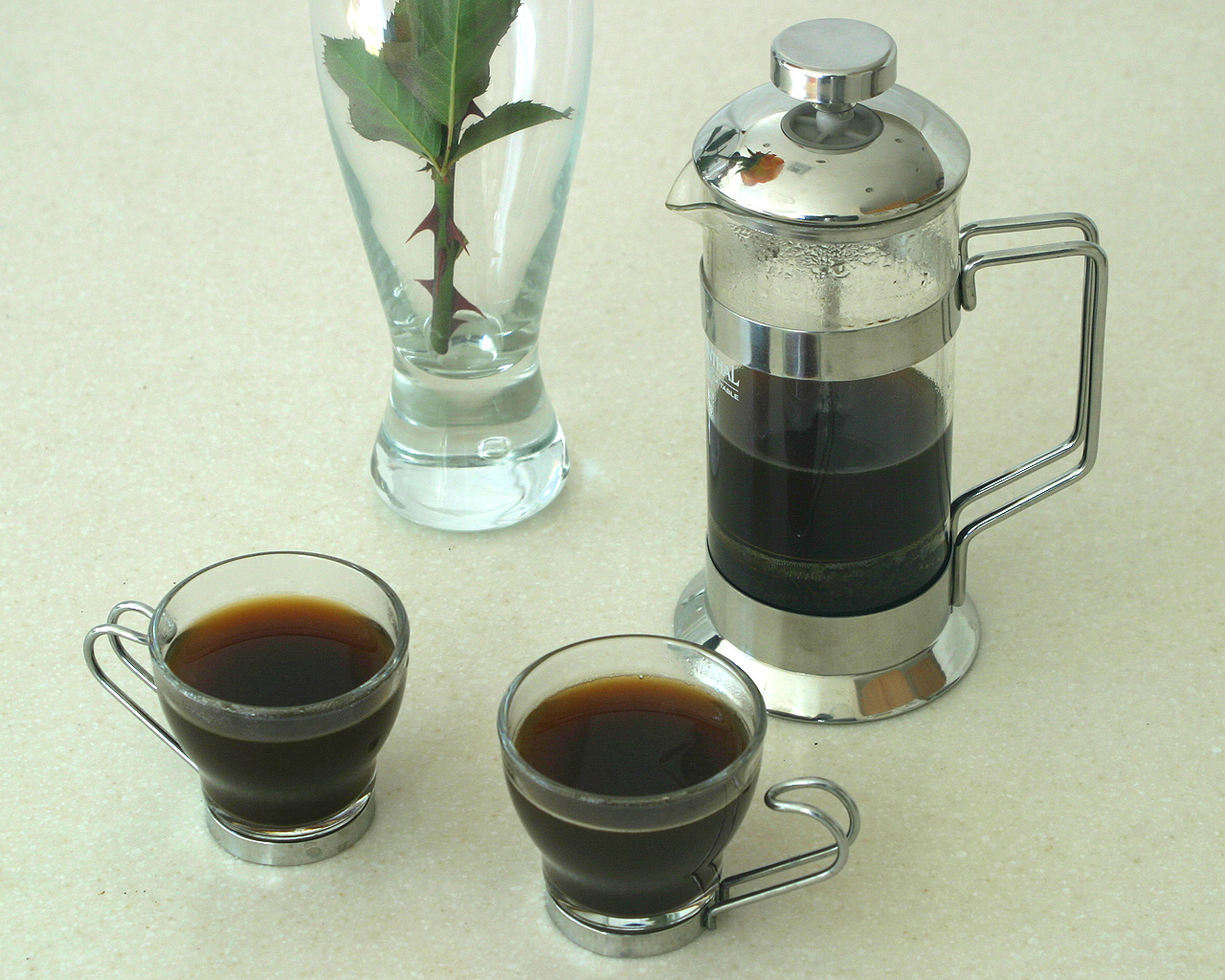
المكبسي الفرنسي للقهوة

مكبس القهوة الفرنسي يمتاز بأسمائه المختلفة حول العالم.في اللغة الإنجليزية تعرف باسم (French press). في إيطاليا، يعرف باسم (caffettiera stantuffo). في ألمانيا، يُعرف باسم  (Stempelkanne). في نيوزيلندا وأستراليا وجنوب إفريقيا، يُعرف الجهاز باسم مكبس القهوة الفرنسي. وتعرف أيضا في فرنسا ب (cafetière à (piston، وغالبًا ما يشار إليها ببساطة باسم كافيتريا (cafetière) في فرنسا، على الرغم من أن بعض المتحدثين قد يستخدمون أيضًا علامات تجارية عامة، ولا سيما (Melior) أو (Bodum). في المملكة المتحدة وهولندا، يُعرف الجهاز باسم الكافتيريا، وهي الكلمة الفرنسية الخاصة بصانع القهوة. في الولايات المتحدة وكندا، تُعرف باسم مكبس القهوة الفرنسي أو القهوة الفرنسية.

## التاريخ والتصميم
على مر السنين، شهد مكبس القهوة الفرنسي العديد من التعديلات على التصميم. أول مطحنة قهوة، والتي ربما تكون قد صنعت في فرنسا، كانت معصرة القهوة في شكلها البدائي صممت من دورق معدني أو مشدّة مزودة بقضيب يمكن للمستخدمين الضغط عليه في وعاء يحتوي على الماء الساخن والقهوة الخشنة. حصل صانع مطحنة القهوة على جائزة براءة اختراع من قِبل المصمم ميلانو أتيليو كاليماني في عام 1929. خضعت المطحنة لعدة تعديلات على التصميم من خلال (Faliero Bondanini)، الذي حصل على براءة اختراع في نسخته الجديدة الخاصة في عام 1958 وتم البدأ في تصنيعها في مصنع كلارينيت فرنسي وسميت ب (Martin SA) تحت الاسم التجاري (Melior). قد تكون ساعدته شعبيته في النجاح من خلال مشاركته عام 1965 في فيلم مايكل كاين. وقد تم الترويج للجهاز في جميع أنحاء أوروبا من قبل شركة بريطانية تعرف باسم (Household Article Ltd). وشركة أدوات المائدة وأدوات المطبخ الدنماركية (Bodum).
يتكون المكبس الفرنسي الحديث من دورق أسطواني ضيق، عادة ما يكون مصنوعًا من الزجاج أو البلاستيك الشفاف، ومجهزًا بغطاء معدني أو بلاستيكي ومكبس مناسب مصنع بإحكام ولديه سلك فولاذي مقاوم للصدأ أو فلتر شبكي من النايلون.

## عملية التحضير
يتم تحضير القهوة عن طريق وضع القهوة المطحونة بخشونة في الدورق الفارغ وإضافة الماء الساخن وتكون درجة الماء بين 93-96 درجة مئوية، وتتكون القهوة بنسبة حوالي 30 غرام (1.1 أوقية) إلى 500 مل من الماء، أكثر أو أقل حسب الذوق. مدة التخمير حوالي دقيقتين إلى أربع دقائق. ثم يتم الضغط على المكبس الشبكي لفصل الأسس والمواد والاحتفاظ بها في الجزء السفلي من الدورق. عادةً لا يضغط مكبس الشبكة على أرضية مكبس القهوة الفرنسي، حيث في معظم التصميمات يتم ترك مساحة حوالي 30 ملم (1.2 بوصة).

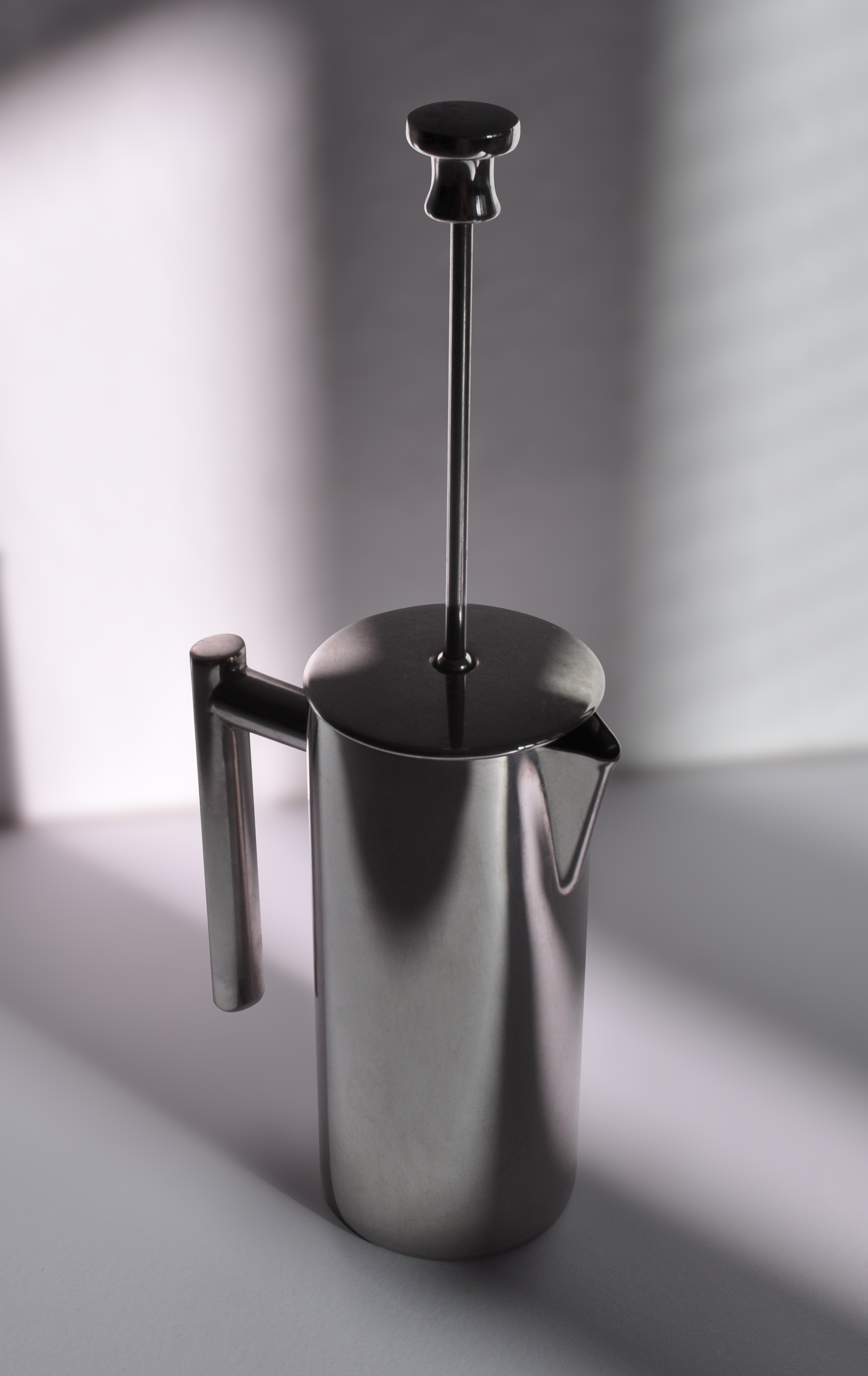
مكبس القهوة الفرنسي المقاوم للصدأ

يعمل مكبس القهوة الفرنسي بشكل أفضل مع القهوة ذات الطحن الخشن مقارنةً بفلتر القهوة بالتنقيط. عندما تكون مغمورة بالماء، فإن النهايات السفلية لها نفاذية أقل، الأمر الذي يتطلب قدرًا كبيرًا من القوة ليتم تطبيقها يدويًا لخفض المكبس ومن المرجح أن تتسرب عبر محيط الفلتر أو حوله وفي القهوة. بالإضافة إلى ذلك، تميل القوة الزائدة إلى الإفراط في الاستخراج وتسبب الطعم المر في تنذوق القهوة.
يُعتقد أن الوقت الأمثل لتخمير القهوة حوالي أربع دقائق، والبعض يعتبر القهوة المفضلة بعد حوالي 20 دقيقة. تتطلب الطرق الأخرى، مثل التخمير البارد، عدة ساعات لتحقيق الاستخراج المطلوب.

## الاختلافات
المكابس الفرنسية لديها القدرة أكثر على حملها ومستقلة عن غيرها من آلات القهوة. توجد إصدارات من أكواب مصنعة خصيصا للسفر، وهي مصنوعة من البلاستيك الصلب بدلاً من الزجاج الأكثر شيوعًا، ولها غطاء مغلق يفه فتحة شرب قابلة للإغلاق. يتم تسويق بعض الإصدارات على المتجولون والرحالة والمسافرين الذين لا يرغبون في حمل أداة ترشيح وفلترة ثقيلة أو معدنية أو فلتر باستخدام أداة التنقيط. وتشمل الإصدارات الأخرى الفولاذ المقاوم للصدأ، والمكابس المعزولة المصممة للحفاظ على القهوة ساخنة، على غرار تصميم الترمس. مع العلم أيضا أن المكابس الفرنسية تستخدم لصنع القهوة الباردة.

## شاي
بنفس الطريقة التي يتم بها تحضير القهوة، يمكن أيضًا استخدام المكبس الفرنسي بدلاً من المكابس المصنعة خصيصا لإعداد الشاي. إلى حد ما، سيستمر الشاي في الانحدار، مما قد يتسبب في أن يصبح الشاي المتبقي في المكبس طعمه مر. قد يكون من المستحسن صب الشاي في وعاء تقديم بعد التحضير حتى نتجنب الطعم المر. لا ينبغي استخدام نفس المكبس الفرنسي للشاي والقهوة ما لم يتم تنظيفها جيدًا، لأن بقايا القهوة قد تفسد نكهة الشاي.
ومع ذلك، فإن هذه الطريقة ملائمة أكثر للشاي الخفيف وليست مناسبة للشاي الهندي (الذي يتطلب الغليان) أو الشاي الصيني (الذي يميل إلى الغليان لفترة طويلة، مع إعادة استخدام أوراق الشاي).

## حساء الدجاج
يمكن أيضًا استخدام المكبس الفرنسي في حساء الدجاج أو كما يسمونه حساء الإجهاد وغيره من المكونات.